# Along for the Ride
Along for the Ride és una pel·lícula dramàtica estatunidenca del 2022 escrita i dirigida per Sofia Alvarez, basada en la novel·la homònima de Sarah Dessen. La pel·lícula és protagonitzada per Emma Pasarow, Belmont Cameli, Kate Bosworth, Laura Kariuki, Andie MacDowell i Dermot Mulroney. Es va estrenar el 6 de maig de 2022 a Netflix amb subtítols en català, traduïts per Francisco Pérez Escudero. En la història, l'estiu abans d'entrar a la universitat, l'Auden coneix el misteriós Eli, un company que pateix insomni. Mentre la ciutat costanera de Colby dorm, els dos s'embarquen en una aventura nocturna per ajudar l'Auden a experimentar la divertida i despreocupada vida d'adolescent que mai sabia que volia.

## Repartiment
- Emma Pasarow com a Auden
- Belmont Cameli com a Eli
- Kate Bosworth com a Heidi
- Laura Kariuki com a Maggie
- Andie MacDowell com a Victoria
- Dermot Mulroney com a Robert
- Genevieve Hannelius com a Leah
- Samia Finnerty com Esther
- Paul Karmiryan com Adam
- Marcus Scribner com a Wallace
- Ricardo Hurtado com a Jake

## Producció
L'abril de 2021, el lloc web de notícies Deadline Hollywood va anunciar que havia començat la producció d'una adaptació cinematogràfica de la novel·la de 2009 de Sarah Dessen Along for the Ride després que Netflix n'adquirís els drets cinematogràfics. Sofia Alvarez, que abans havia adaptat dues de les novel·les de Jenny Han per a la mateixa plataforma, va ser contractada per escriure el guió i dirigir la pel·lícula.
El rodatge principal va començar el 22 d'abril de 2021 a Carolina Beach, i a altres localitats de Carolina del Nord com Wilmington, Kure Beach i Oak Island. El rodatge va continuar fins a principis de juny, quan es van rodar escenes al County Line MX, ubicat a Bolton.

## Estrena
Along for the Ride va debutar a Netflix el 6 de maig de 2022.